# Kabupaten Luwu Timur
Kabupaten Luwu Timur är ett kabupaten i Indonesien.   Det ligger i provinsen Sulawesi Selatan, i den centrala delen av landet, 1 600 km öster om huvudstaden Jakarta. Antalet invånare är 243 069.